# Pseudopimelodus bufonius
Pseudopimelodus bufonius – gatunek słodkowodnej ryby sumokształtnej z rodziny Pseudopimelodidae, spotykany w akwarystyce.

## Występowanie
Rzeki północno-wschodniej Ameryki Południowej od jeziora Maracaibo po wschodnią Brazylię.

## Cechy morfologiczne
Maksymalna długość to 24,5 cm długości standardowej. 

## Odżywianie
Nie jest wybredny. będzie chciwie przyjmować karmowe ryby, skorupiaki i wszystkie mięsne mrożone lub żywe pokarmy. Będzie również chętnie przyjmować tonące pelety.

## Hodowla w akwarium
Ryba ta niezbyt nadaje się do dobrze oświetlonych zbiorników z delikatnymi roślinami i małymi rybami. Nie lubi światła i  trzeba ją hodować wspólnie z większymi rybami, które nie zostaną uznane za pokarm.
Do obsadzenia zbiornika należy wybrać silne, długowieczne rośliny i ochronić je przed wydobyciem podczas rycia (najlepiej posadzić w doniczkach lub korzenie otoczyć większymi kamieniami). Na lustrze wody trzeba ułożyć rośliny pływające rozpraszające światło.
Woda: temperatura 24–28 °C
pH 5,8–7,0;miękka do średnio twardej,4–16 °N.